# إيميل شيرمان
إيميل شيرمان (بالإنجليزية: Emile Sherman)‏ هو منتج أفلام أسترالي، ولد في القرن العشرين.

## وصلات خارجية
- إيميل شيرمان على موقع IMDb (الإنجليزية)
- إيميل شيرمان على موقع قاعدة بيانات الفيلم (الإنجليزية)